# Sylvie Bodorová

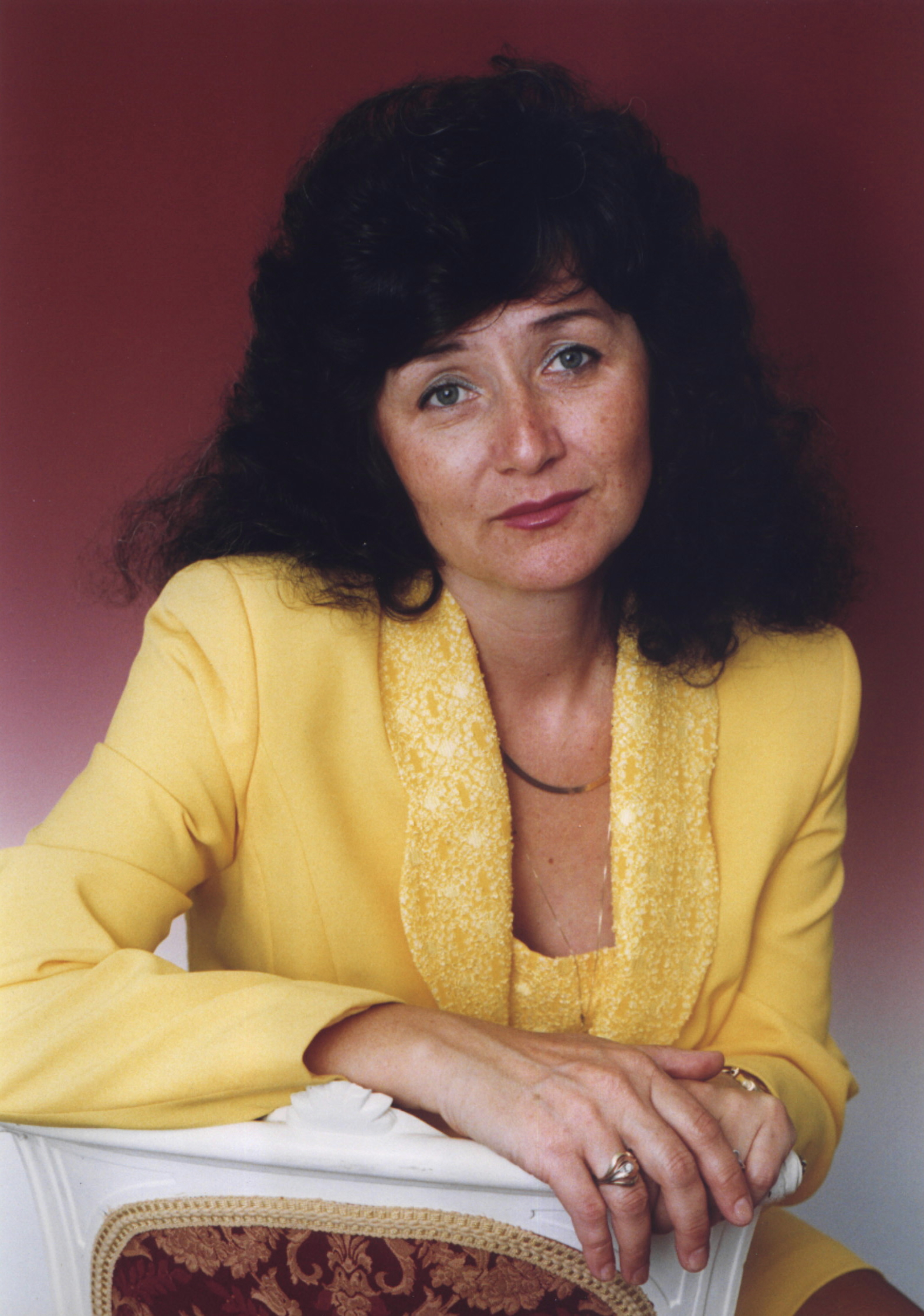
Sylvie Bodorová

Sylvie Bodorová (* 31. Dezember 1954 in České Budějovice) ist eine tschechische Komponistin.

## Werdegang
Bodorová studierte Komposition an der Janáček-Akademie für Musik und Darstellende Kunst Brno (JAMU) und absolvierte ein Postgraduiertenstudium an der Musikakademie in Prag. Sie setzte ihre Ausbildung in Danzig und bei Franco Donatoni an der Accademia Musicale Chigiana in Siena fort und nahm ab 1987 Kompositionskurse bei Ton de Leeuw in Amsterdam. Sie war, neben Zdeněk Lukáš und Luboš Fišer Mitglied der 1995 von Otmar Mácha gegründeten Komponistengruppe Quattro.
Ihre erfolgreichste Komposition wurde das Terezin Ghetto Requiem, das 1998 beim Warwick and Leamington Festival uraufgeführt und im Folgejahr erneut gespielt wurde und Aufführungen u. a. in der Wigmore Hall in London hatte. Nach der Aufführung beim Prager Frühling 2000 erhielt Bodorová den Kompositionsauftrag für das Oratorium Juda Maccabeus zur Aufführung 2002 im Veitsdom. Für die Camerata Bern komponierte sie das Violinkonzert Silberwolke, für die Prager Philharmoniker und den Pianisten Martin Kasík das Klavierkonzert Come d´accordo (2005) und für das Internationale Smetana-Festival in Litomyšl das Oratorium Moses. Die Luxembourg Sinfonietta gab ihr für die Uraufführung 2010 den Auftrag zu der Komposition Kafkas Träume.

## Werke
- Vůně léta, Miniattacca für Flöte und Klavier, 1976
- Baltické miniatury für Gitarre solo, 1979
- Pohádky jen tak für Flöte und Gitarre, 1980
- Musica dedicata di Due Boemi di Praga, 1980
- Gila Rome, Meditation für Solovioline, 1980
- Saluti da Siena für Klarinette solo, 1981
- Plankty für Viola und Orchester, 1982
- Zápas s andelem, Melodram für Männerstimme und Streicher nach Texten von Jaroslav Seifert, 1982
- Pontem video, Konzert für Orgel, Streicher und Perkussion, 1983
- Předobrazy, Fresken für Klaviertrio, 1983
- Kovadliny, Meditation für Due Boemi di Praga und Bläserquintett, 1984
- Tre canzoni da suonare für Gitarre und Streicher, 1985
- Fialový notýsek für Gitarre solo, 1985
- Panamody für Flöte und Klavier oder Streicher, 1986
- Magikon für Oboe und Klavier oder Streicher, 1987
- Dignitas homini, Streichquartett, 1987
- Elegie für Gitarre solo, 1988
- Pocta Kryštofu Columbovi, Elegie für Gitarre solo, 1988
- Léthé für Flöte solo, 1989
- Messaggio, Konzert für Violine und Orchester, 1989
- Dža more, Zigeunerballade für Gitarre solo, 1990
- Sostar mange Zigeunerballade für Gitarre solo, 1991
- Ancora una volta primavera, Sonate für Violine und Klavier, 1992
- Ventimiglia für Trompete und sechs Perkussionisten, 1992
- La Speranza für Klarinette, Cello und Klavier, 1993
- Rosa triste für Solovioline, 1993
- Dona nobis lucem, Konzert für Sopran, Violine, Gitarre und Streicher, 1994
- Laugaritio für Fagott solo, 1994
- Hélios für Flöte, Oboe, Fagott, Cello und Cembalo oder Flöte, Violine, Cello und Klavier, 1994
- Concerto dei Fiori, Konzert für Violine und Streicher, 1996
- Terezín Ghetto Requiem für Bariton und Streichquartett, 1998
- Ama me, Liederzyklus, 1999
- Concierto de Estío für Gitarre und Streicher, 1999
- Saturnalia für Sinfonieorchester, 1999
- Shofarot, Streichquartett, 2000
- Plegaria – Modlitba für Gitarre solo, 2000
- Juda Maccabeus, Oratorium, 2002
- Vivat Mozart !, Hommage á Mozart für Bläser und Perkussion, 2002
- Mysterium druidum, Konzert für Harfe und Streicher, 2003
- Ave Noël, Weihnachtslied für Sopran oder Tenor und Orchester, 2003
- Wenn wir in höchsten Nöten – Die Kunst der Fuge für zwei Streichquartette und Harfe, 2004
- Vertumnus Pet obrazu z Rudolfinské Prahy für Bläserquintett, 2004
- Sadaj, slnko, sadaj, sieben slowakische Lieder für Sopran, Tenor, Harfe und Klavier, 2005
- Silberwolke, Konzert für Violine, Viola und Streichorchester, 2005
- Come d´accordo Konzert für Klavier und Orchester, 2006
- Amor tenet omnia für gemischten Chor, zwei Klaviere und Perkussion nach den Carmina Burana, 2007
- Mojžíš, Oratorium für Sopran, Tenor, Bariton, zwei Sprecher, Perkussion, Kinder- und gemischten Chor und großes Orchester, 2008
- Karlovarská předehra für Sinfonieorchester, 2008
- Carmina lucemburgiana für Streicher – zum Andenken an Johannes den Blinden, 2009
- Raffiche di vento für Flöte, Bratsche und Cello, 2009
- JA RA LAJ, 27 Stücke für Tenor, Violine, Viola, Klarinette, Harfe, Perkussion und Streicher, 2009
- Jabloňový vlak, Sieben Lieder nach Jan Skácel für Sopran und Klavier, 2009
- Babadag, Konzert für Klarinette und Streicher, 2010
- Sinfonie No. 1 "Con le campane" für sinfonisches Orchester und Schlagzeug, 2011
- Lingua angelorum, Liederzyklus für Bariton und Sinfonieorchester, Auftragswerk von und für Thomas Hampson, 2012